# L'Affaire de la rue de Lourcine
Pour les articles homonymes, voir L'Affaire de la rue de Lourcine (homonymie).
L'Affaire de la rue de Lourcine est une comédie en un acte mêlée de couplets d'Eugène Labiche, en collaboration avec Albert Monnier et Édouard Martin, représentée pour la première fois à Paris au Théâtre du Palais-Royal le 26 mars 1857.
Elle a paru aux éditions Michel Lévy frères. La pièce a donné lieu à l'utilisation du terme « labadens » dans la langue française pour désigner un camarade de collège.

## Résumé
Un matin, à Paris, le rentier Lenglumé se réveille avec une gueule de bois. Son seul souvenir de la veille reste la perte d'un parapluie vert. Il trouve dans son lit un homme dans le même état : Mistingue, chef cuisinier, qui se souvient avoir perdu un mouchoir avec ses initiales «J.M.». Les deux hommes se sont rencontrés au repas organisé la veille par « l’institution Labadens » dont ils étaient tous deux élèves. Au cours du déjeuner, Norine, la femme de Lenglumé, lit un article sur une jeune femme, une charbonnière, qu'on a retrouvé horriblement mutilée dans la rue de Lourcine. Les meurtriers, en état d'ébriété, ont laissé sur place un parapluie vert et un mouchoir gravé «J.M.». Le domestique Justin a en fait substitué un journal de 1837 au journal du jour, qu’il n’a pas à disposition, mais les deux hommes l’ignorent et croient être les meurtriers, d’autant plus qu’ils ont les mains pleines de charbon, mains qu’ils s’empressent de laver.
Potard, cousin de la famille, venu pour le baptême de son fils, affirme alors avoir passé la soirée avec les deux compères au théâtre de l’Odéon, ce qui les réjouit un temps, avant qu’ils n’apprennent que Potard blaguait. Les deux noient leur chagrin dans l’alcool et désespèrent un peu plus quand ils découvrent dans leurs poches un bonnet et un soulier, vestiges compromettants de leur soirée.
Lenglumé croit pouvoir s’enfuir mais ne peut obtenir de passeport, la préfecture étant fermée. De plus Potard venu demander un peu d’argent à Lenglumé provoque un quiproquo : Lenglumé, très agité, croit que son cousin l’a aperçu le soir du crime et vient lui faire du chantage ; il laisse donc son domestique apporter un réchaud à charbon dans la pièce où se trouve Potard afin de l’asphyxier. Enfin Justin découvre le bonnet, caché dans le pot à tabac, ce qui conduit Lenglumé à le poursuivre et à le battre. Tout cela accable Lenglumé qui s’enivre à nouveau tandis que Mistingue fait cuire le soulier pour le faire disparaître ; les deux se retrouvent et conçoivent en même temps l’idée de tuer l’autre pour échapper aux soupçons des enquêteurs. Mais alors que Mistingue relit le journal à haute voix pour distraire Lenglumé, l’un comme l’autre arrêtent leur mouvement meurtrier en découvrant la vérité sur la date du journal. Toutefois Lenglumé n’est pas encore rassuré et croit avoir tué Justin et Potard : heureusement, les deux s’en sont sortis sans problème. Norine surgit alors en fureur : non seulement sa chatte est morte étranglée par Lenglumé, mais elle a reçu une note qui éclaircit le contenu de la soirée des deux hommes. Ils se sont tellement enivrés qu’il a fallu les enfermer dans la cave à charbon ; quant au soulier et au bonnet, ils appartenaient à « la demoiselle du comptoir ». Lenglumé, agacé, finit par faire porter à la gare comme un vulgaire colis de marchandise Mistingue, qui s’est rendormi entre-temps.

## Représentations

### Distribution lors de la création
| Acteurs et actrices ayant créé les rôles |                   |
| Personnage                               | Acteur ou actrice |
| Oscar Lenglumé, rentier                  | Arnal             |
| Léopold Mistingue                        | Hyacinthe         |
| Potard, cousin de Lenglumé               | M. Pellerin       |
| Justin, domestique de Lenglumé           | M. Octave         |
| Norine, femme de Lenglumé                | Félicia Thierret  |

### Mises en scène notables
- 1966 : mise en scène de Patrice Chéreau, Festival de Gennevilliers, théâtre des Trois-Baudets.
- 1988 - 1989 : mise en scène de Klaus Michael Grüber, Schaubühne, Berlin ; puis reprise au Festival d'automne à Paris[2].
- 1991 : mise en scène de Christoph Marthaler, Théâtre de Bâle.
- 2000 : mise en scène de Jean-Baptiste Sastre, Théâtre Nanterre-Amandiers[3].
- 2002 : mise en scène de Christophe Rauck, Théâtre de Vidy, Lausanne.
- 2008 : mise en scène de Jérémie Lippmann, La Pépinière-Théâtre, Paris.

## Adaptations au cinéma
- La Société cinématographique des auteurs et gens de lettres (S.C.A.G.L) l'adapte en 1909 sous le titre : Amis de collège ou l'Affaire de la rue de Lourcine, d'un réalisateur non identifié. Ce film de fiction d'une longueur de pellicule de 220 mètres, diffusé par Pathé Frères a pour principaux interprètes Madeleine Guitty, Paul Landrin et Bernard Jacquet. Le film sort le 12 février 1909 et est projeté e.a. à Ostende fin juin 1909.
- Une autre version muette a été réalisée en 1923 par Henri Diamant-Berger avec notamment Maurice Chevalier et Florelle.
- En 1932, Marcel Dumont en réalise une nouvelle version.